# Кульчины
Кульчины (укр. Кульчини) — село в Красиловском районе Хмельницкой области Украины.
Население по переписи 2023 года составляло 807 человека. Почтовый индекс — 31040. Телефонный код — 3855. Занимает площадь 4,438 км². Код КОАТУУ — 6822785801.

## Местный совет
31040, Хмельницкая обл., Красиловский р-н, с. Кульчины, ул. Первомайская, 3